# Miruše (Czarnogóra)
Miruše (cyr. Мируше) – wieś w Czarnogórze, w gminie Nikšić. W 2011 roku liczyła 9 mieszkańców.